# Ли Сынбон
Ли Сынбон, другой вариант — Ли Сын Бон (1919 год, село Пуциловка, Никольск-Уссурийский уезд, Приморская область — дата смерти неизвестна) — колхозник колхоза «Полярная звезда» Средне-Чирчикского района Ташкентской области, Узбекская ССР. Герой Социалистического Труда (1950).

## Биография
Родился в 1919 году в крестьянской семье в селе Пуциловка Никольск-Уссурийского уезда.
В 1937 году вместе с родителями депортирован на спецпоселение в Ташкентскую область Узбекской ССР. Окончил 9 классов средней школы. Трудился рядовым колхозником в рисоводческой бригаде в корейском колхозе «Полярная звезда» Средне-Чирчикского района.
За выдающиеся трудовые достижения по итогам 1948 года награждён в 1949 году Орденом Ленина.
В 1949 году получил в среднем с каждого гектара по 80,6 центнеров риса на участке площадью 5 гектаров. Указом Президиума Верховного Совета СССР от 13 июня 1950 года «за получение высоких урожаев риса, хлопка и зеленцового стебля кенафа на поливных землях при выполнении колхозом обязательных поставок и контрактации по всем видам сельскохозяйственной продукции, натуроплаты за работу МТС в 1949 году и обеспеченности семенами всех культур в размере полной потребности для весеннего сева 1950 года» удостоен звания Героя Социалистического Труда с вручением ордена Ленина и золотой медали «Серп и Молот».
Этим же указом звания Героя Социалистического Труда были удостоены четыре колхозника колхоза «Полярная звезда»: Ким Пендю, Пак Бон Чун, Ли Гванок и Хэ Рим.
Дата смерти не установлена.
Награды
- Герой Социалистического Труда
- Орден Ленина — дважды (1949, 1950)